# Rádž Kapúr
Ranbir Raj Kapoor (14. prosince 1924 Péšavár – 2. června 1988 Nové Dillí) byl indický filmový herec, režisér a producent narozený na území dnešního Pákistánu, jedna z největších hvězd v historii Bollywoodu.

## Život a dílo
Třikrát získal Národní filmovou cenu. Dvakrát byl nominován na Zlatou palmu v Cannes (1951, 1954). Roku 1971 získal státní vyznamenání Padma bhúšan. Poprvé hrál ve filmu v roce 1948 a hned ho také režíroval a produkoval. Jmenoval se Aag. K jeho nejslavnějším filmům patří Awaara z roku 1951. Měl přezdívku "Clark Gable Bollywoodu". Jeho filmy se vyznačovaly sexuální imaginací, pro indické filmy jeho doby netypickou. Roku 1988 postihl Rádže během předávání indických filmových cen prudký záchvat astmatu, musel být odvezen do nemocnice, kde měsíc na to zemřel.
Již jeho otec Prithvírádž Kapúr byl slavným indickým hercem, vedle Rádže měl ještě dva syny, Šammího a Šašiho.